# Völcs
Völcs románul: Elciu, falu Romániában, Kolozs megyében.

## Fekvése
Déstől 32 kilométerre, Páncélcsehtől északra a DC 158-as út mentén fekvő település. Egy völgykatlanban épült; a határán ered a Völcs patak.

## Neve
Neve a szláv wilz, vlh, velch szavakból ered, melyek jelentése: nedves, vízmosásos. Völcs szintén mocsár. A Völcs nevü helységek vízmosások mellett feküsznek.
Völcs nevét 1378-ban említette először oklevél Wlch néven, mikor a király a reá szállt birtokot 1378-ban Bebek Györgynek és Imrének adományozta. További névváltozatai: 1419-ben Welchy, 1427-ben Welch, 1452-ben Weulch, 1538-ban Welch, 1554-ben Weolch, 1760–1762 között Völts, 1808-ban Völcs, Wölz, Velcs, 1913-ban Völcs.

## Története
1457-ben birtokosai Pelsőczi Bebek György és Pál, román kenézük neve Dán volt. 1470-ben* Bebek Pál elhaltával Mátyás Völcsöt is, mint Almásvára tartozékát, Dengelegi Pongrác Jánosnak adományozza.
1538 ősze előtt Welch Somy Gáspár egyik elpusztult birtoka volt, zálogon Kendy Gálnál, 1554-ben pedig Weolch néven Somy Anna birtoka volt.
1820-ban birtokosai: gróf Mikes Zsigmond, gróf Mikes János özvegye, gróf Eszterházy János, báró Szentkereszti István, Fráter Farkas, Máriaffy Lajos özvegye, Vajna István, Hodor János, Durus József és 6 más kisebb birtokos. 1863-ban gróf Rhédei Mária örökösei, gróf Mikó Miklós, gróf Teleki Mózes, Máriaffy Anna, Fráter Teréz Szarvadiné, Csakói Borbála és Mihály, Hodor Károly, Papai Erzsébet, gróf Mikes Károly, Farkasné Hodor Mária, gróf Wass Antónia és gyermekei, Károly, Gábor és Kálmán, Durus József, báró Szentkereszti Károlin, Ruspoli Auguszt fejedelem (fürst) részére úrbéri kárpótlást utaltak ki. 1898-ban főbb birtokosa volt gróf Teleki Imre, ki adományozás útján kapta gróf Teleki Károlytól.
A trianoni békeszerződés előtt Szolnok-Doboka vármegye Csákigorbói járásához tartozott.
1910-ben, 508 lakosából 5 magyar, 499 román volt. Ebből 498 görögkatolikus, 8 izraelita volt.
18. századi fatemplomát 1927-ben eladták Csurenypusztának, ahol 1928-ban állították fel újra.